# The Woman’s Era

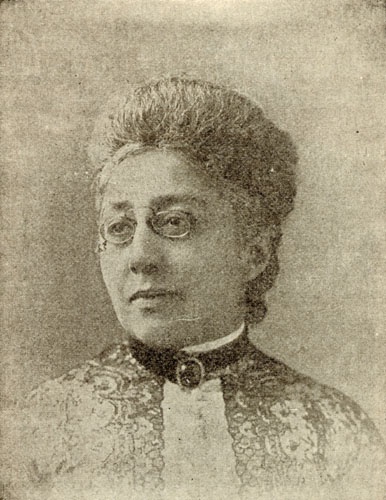
Josephine St. Pierre Ruffin

The Woman’s Era (Die Ära der Frau) war die erste landesweite Zeitung, die von und für schwarze Frauen in den Vereinigten Staaten herausgegeben wurde. Ursprünglich als Monatszeitung in Boston gegründet, wurde sie 1894 landesweit verbreitet und erschien bis Januar 1897 unter der Leitung von Josephine St. Pierre Ruffin als Herausgeberin und Verlegerin. The Woman’s Era spielte eine wichtige Rolle in der nationalen afroamerikanischen Frauenclubbewegung.

## Geschichte
1892 gründete die Bostoner Aktivistin Josephine St. Pierre Ruffin mit Hilfe ihrer Tochter, Florida Ruffin Ridley, und der Pädagogin Maria Louise Baldwin den Woman’s Era Club, eine Interessenvertretung für schwarze Frauen. Es war der erste Club für schwarze Frauen in Boston und einer der ersten im ganzen Land. Seine Mitglieder, prominente schwarze Frauen aus der Gegend von Boston, setzten sich für Bildung, das Frauenwahlrecht und ethnische Fragen wie die Reform gegen Lynchjustiz ein. Ihr Slogan lautete „Helfen Sie, die Welt zu verbessern“. The Woman’s Era, eine illustrierte Monatszeitschrift, war die Zeitung des Clubs. Ruffin fungierte als Herausgeberin und Verlegerin, Ridley war Redakteurin.
Diese Publikation enthielt Berichte über die Aktivitäten des Woman’s Era Club sowie Nachrichten von anderen schwarzen Frauenclubs in den gesamten Vereinigten Staaten. Anzeigen für lokale gesellschaftliche Veranstaltungen wie Karnevals, Rosebud teas und Kuchenverkäufe waren in der Zeitung ebenso zu finden wie die Werbung für Anbieter von Musik, Kursen, Kleidung, Immobilien und vielem mehr.
Die Zeitung enthielt auch Artikel wie „Club Gossip“, „Social Etiquette“ und „Health and Beauty from Exercise“. The Woman's Era veröffentlichte Nachrichten über das Frauenwahlrecht in Colorado (der zweite Staat, der Frauen das Wahlrecht gab), Interviews mit Aktivistinnen wie Victoria Earle Matthews und Ida B. Wells, eine Serie namens „Eminent Women“, die ein Profil von Harriet Tubman enthielt, aber auch Kritik an anderen Aktivisten, die sie enttäuschten, wie Frances Willard und Albion W. Tourgée. In einem Leitartikel vom 1. Mai 1894, „How to Stop Lynching“, wurde den Lesern diese Frage gestellt:

“In seiner sehr bewundernswerten und aufschlussreichen Rede, die er am 16. April in dieser Stadt hielt, schlug Richter Albion W. Tourgee als Mittel zur Verhinderung der Lynchmorde an Farbigen im Süden vor, dass das Land, in dem Lynchmorde geschehen, per Gesetz gezwungen werden sollte, die Frau und die Kinder des Ermordeten in Rente zu schicken. Dies würde den Mord kostspielig machen und die lokalen Behörden würden ihn aus Selbstverteidigung unterbinden. Auf den ersten Blick ist dies ein attraktiver Vorschlag. Aber warum nicht die Mörder hängen? Warum sollte man einen Unterschied zwischen den Mördern von Weißen und den Mördern von Farbigen machen?”